# جان دوینی
جان دوینی (انگلیسی: John Devaney؛ ۱۰ آوریل ۱۹۵۸ – ۳۱ اوت ۲۰۲۴) بازیکن هاکی روی یخ اهل کانادا بود.